# Halocarpus
Halocarpus – rodzaj niewielkich drzew i krzewów z rodziny zastrzalinowatych (Podocarpaceae). Obejmuje we florze współczesnej trzy gatunki będące endemitami Nowej Zelandii. H. bidwillii i H. biformis rosną na Wyspie Północnej i Południowej, a także na Wyspie Stewarta. Brak ich na północnym krańcu Wyspy Północnej, gdzie rośnie z kolei H. kirkii.
H. kirkii zasiedla nizinne, subtropikalne lasy z udziałem agatisa nowozelandzkiego Agathis australis, Phyllocladus toatoa i Libocedrus plumosa. Pozostałe dwa gatunki rosną na obszarach górzystych, na rzędnych od 400 do 1500 m n.p.m. Znaczenie użytkowe miało drewno stosowane jako konstrukcyjne i do wyrobu podkładów kolejowych.
Nazwa rodzaju pochodzi od jasnego pierścienia znajdującego się u nasady nasion – cechy wyróżniającej należące tu rośliny.
Na czerwonej liście gatunków zagrożonych publikowanej przez Międzynarodową Unię Ochrony Przyrody (IUCN) H. kirkii uznany jest za gatunek bliski zagrożenia, a pozostałe dwa za gatunki najmniejszej troski.

## Morfologia

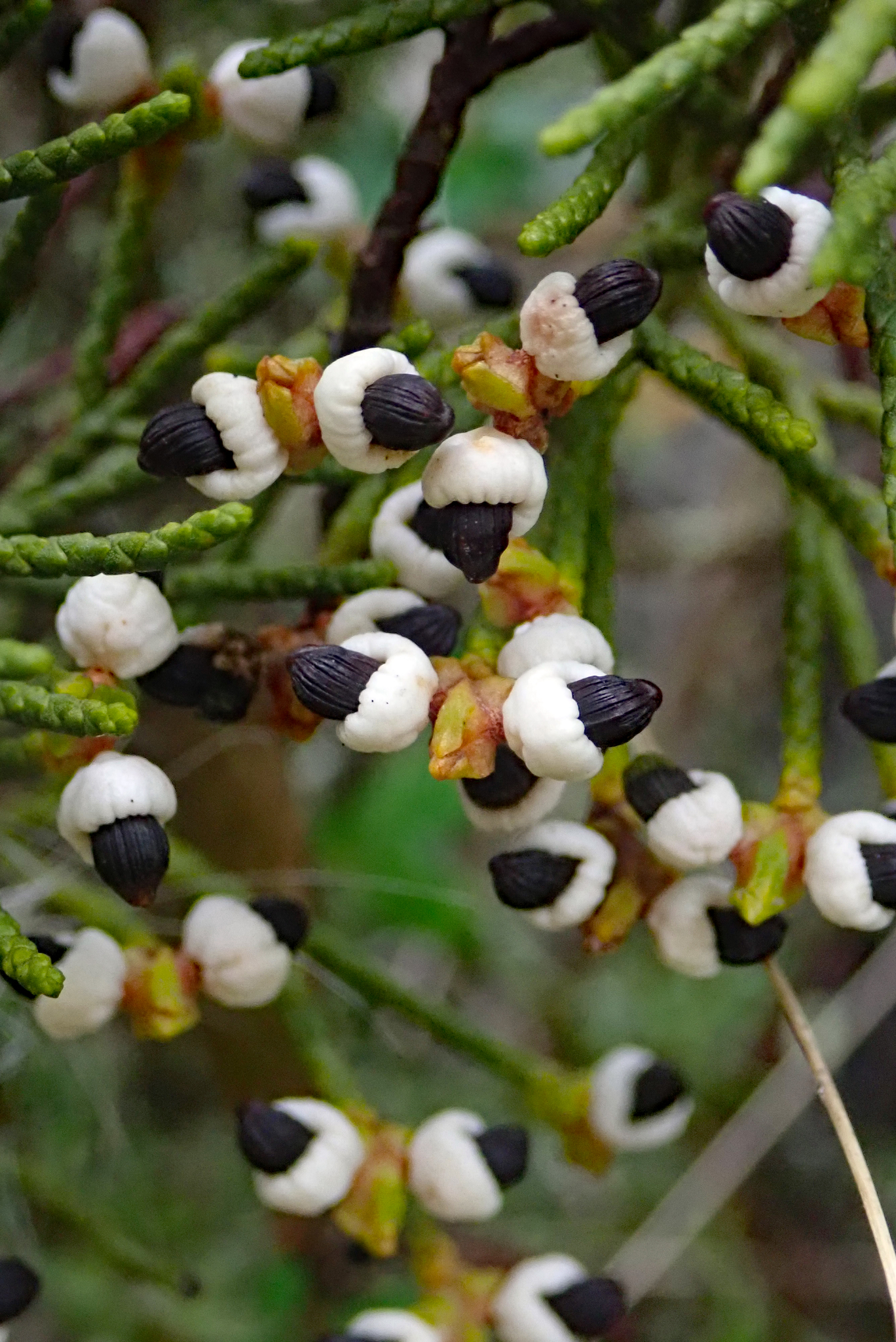
Nasiona Halocarpus bidwillii

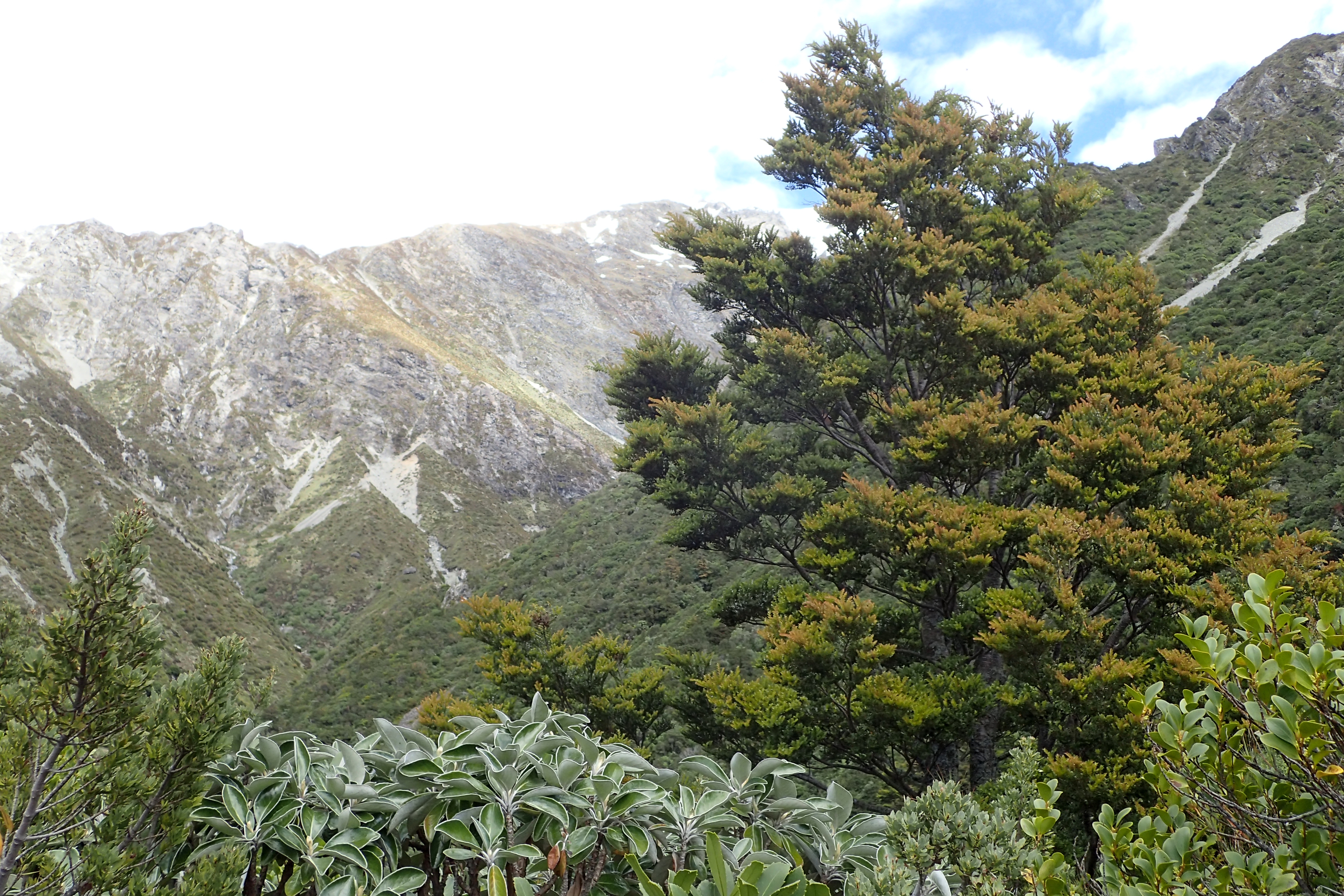
H. bidwillii u podnóża Góry Cooka.

PokrójDwupienne krzewy i niewielkie drzewa (H. kirkii osiąga do 25 m, H. biformis do 10 m, a H. bidwillii do 4 m wysokości), na dużych wysokościach z reguły w formie niewielkich, płożących krzewów.
LiścieMłodociane są równowąskie i płaskie, ułożone na pędzie dwurzędowo. Liście pędów dojrzałych zredukowane są do drobnych, zachodzących na siebie łusek ułożonych na pędach skrętolegle. Cechą charakterystyczną tych roślin bywa ponowne pojawianie się liści młodocianych na pędach już dojrzałych.
Organy generatywneStrobile męskie wyrastają pojedynczo, czasem po dwa–trzy na końcach pędów. Składają się z kilku czerwonawych łusek, na których znajdują się po dwie żółtawe, kuliste komory (woreczki) pyłkowe. Strobile żeńskie wyrastają zawsze pojedynczo na szczytach pędów i składają się z rozpostartych w czasie kwitnienia, liściopodobnych łusek, różniących się od liści czerwonawą barwą. Międzywęźla strobili mięśnieją, ale nie zmieniają barwy, jak u niektórych innych zastrzalinowatych. Na szczycie strobili znajduje się płony przydatek. Zalążki rozwijają się u nasady 1–5 łusek.
NasionaW strobilach żeńskich dojrzewa jedno do kilku nasion, które zwisają, a nie są wzniesione jak u innych zastrzalinowatych. Dojrzałe nasiona okryte są przez skulające się łuski szyszki, są pozbawione skrzydełka i ciemno kreskowane. Nasiona otoczone są u nasady mięsistym pierścieniem, będącym organem podobnym do osnówki innych zastrzalinowatych, tu jednak powstającym w wyniku rozrastania się tkanek znajdujących się u nasady zalążni (nie jest to więc organ homologiczny). Organ ten podobnie jak osnówka innych zastrzalinowatych jest adaptacją do rozsiewania nasion przez ptaki. Ma barwę białą u H. bidwillii, a u pozostałych gatunków żółtą lub pomarańczową.

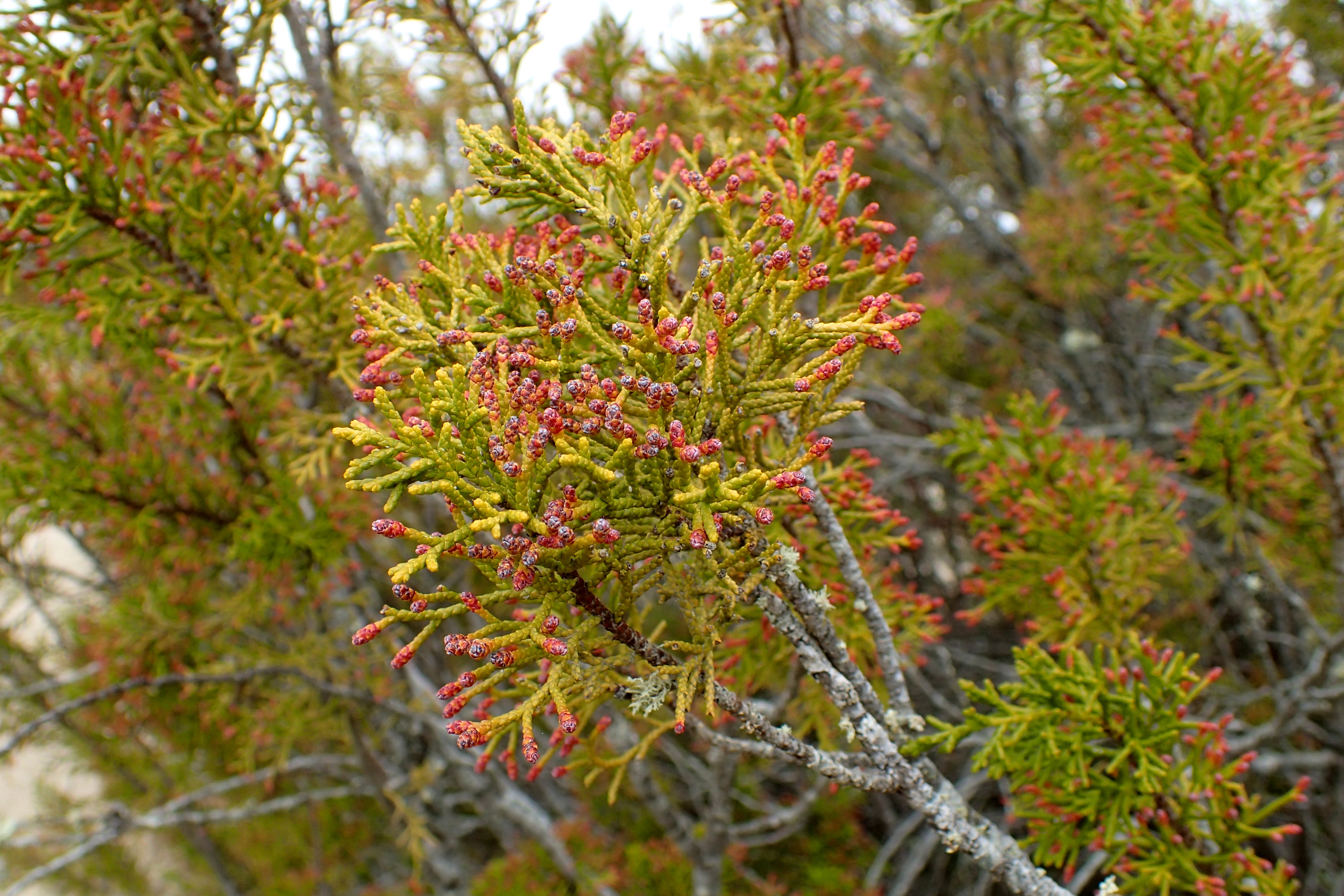
Halocarpus bidwillii
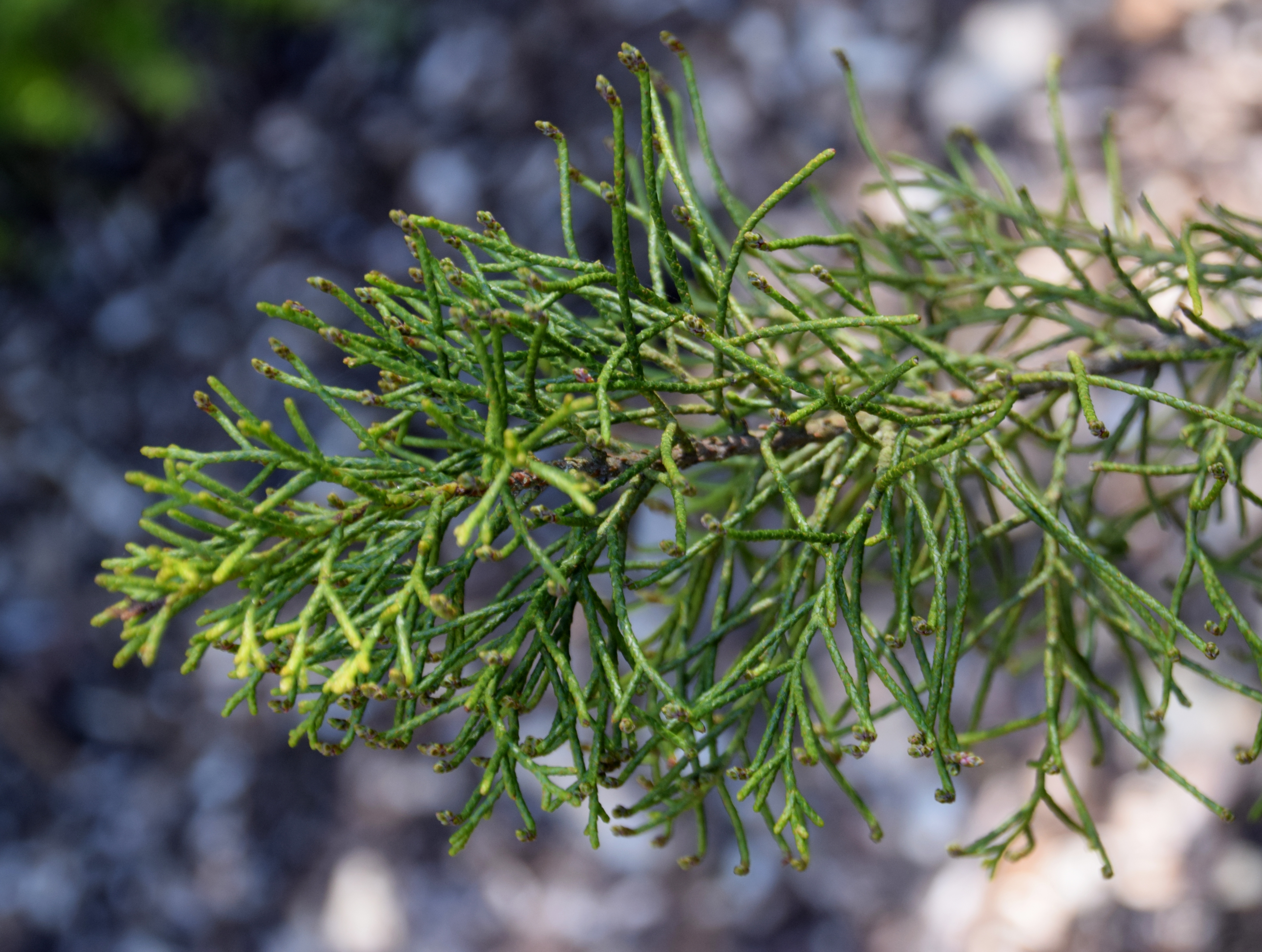
Halocarpus biformis
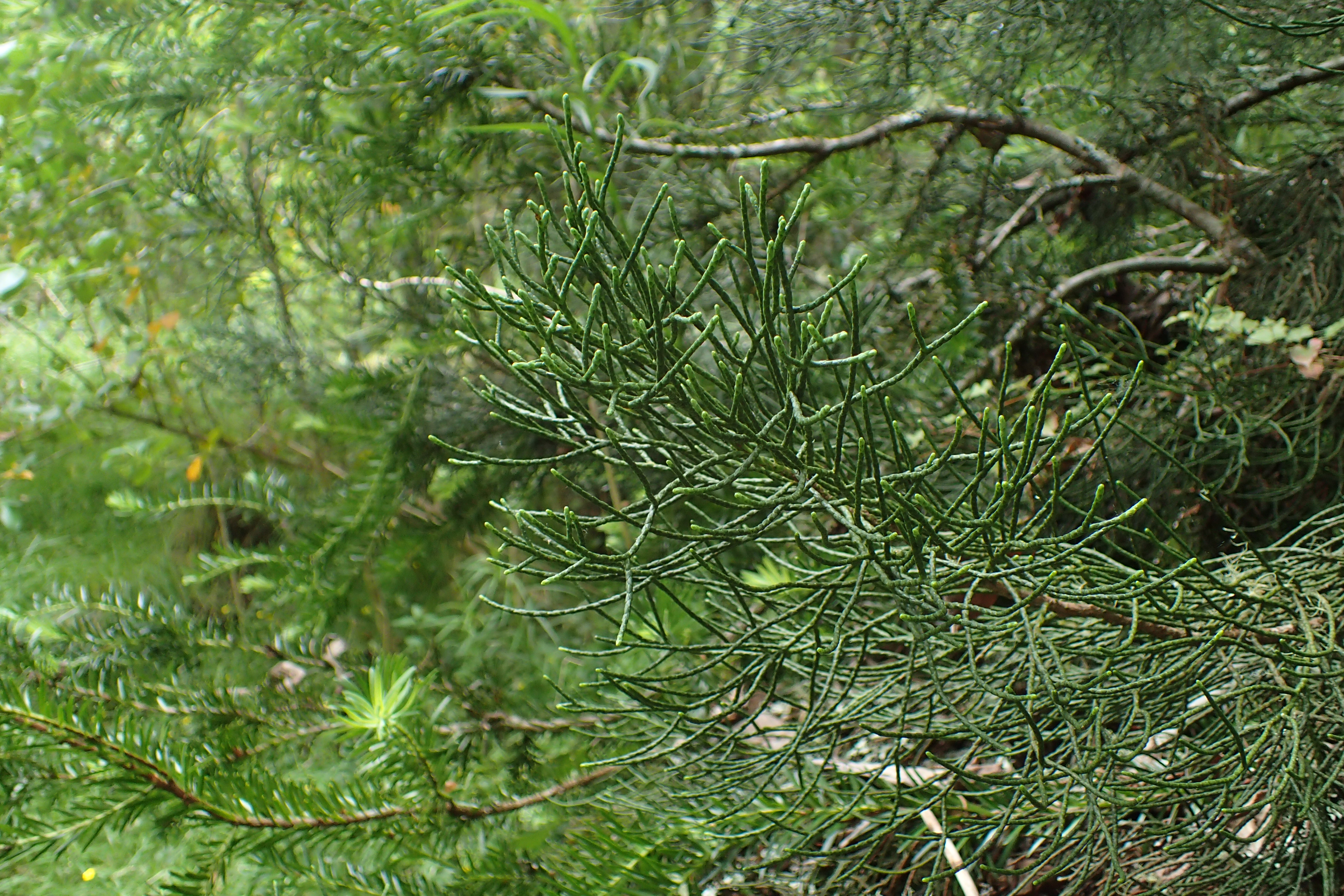
Halocarpus kirkii

## Systematyka
Jeden z rodzajów z rodziny zastrzalinowatych (Podocarpaceae). W obrębie rodziny jest wyraźnie odrębny. Sytuowany jest jako rodzaj bazalny względem kladu obejmującego rodzaj Parasitaxus i parę Manoao + Lagarostrobos.
Rodzaj Halocarpus opisał w 1982 Christopher John Quinn, który na podstawie różnic w budowie strobili żeńskich i położeniu zalążka wyodrębnił zaliczane tu gatunki z rodzaju obłuszyn Dacrydium.
Wykaz gatunków
- Halocarpus bidwillii (Hook.f. ex Kirk) C.J.Quinn
- Halocarpus biformis (Hook.) C.J.Quinn
- Halocarpus kirkii (F.Muell. ex Parl.) C.J.Quinn